# Teucrium karpasiticum
Teucrium karpasiticum là một loài thực vật có hoa trong họ Hoa môi. Loài này được Hadjik. & Hand mô tả khoa học đầu tiên năm 2008.